# Oleg Gúsev (piragüista)
Oleg Vladímirovich Gúsev –en ruso, Олег Владимирович Гусев– (Riazán, 24 de abril de 1996) es un deportista ruso que compite en piragüismo en la modalidad de aguas tranquilas.
En los Juegos Europeos de Minsk 2019 obtuvo una medalla de oro en la prueba de K4 500 m. Ganó cuatro medallas en el Campeonato Europeo de Piragüismo entre los años 2016 y 2021.

## Palmarés internacional
| Juegos Europeos    | Juegos Europeos     | Juegos Europeos   | Juegos Europeos |
| Año                | Lugar               | Medalla           | Competición     |
| ------------------ | ------------------- | ----------------- | --------------- |
| 2019               | Minsk (Bielorrusia) | Medalla de oro    | K4 500 m        |
| Campeonato Europeo |                     |                   |                 |
| Año                | Lugar               | Medalla           | Competición     |
| 2016               | Moscú (Rusia)       | Medalla de bronce | K4 500 m        |
| 2017               | Plovdiv (Bulgaria)  | Medalla de bronce | K2 500 m        |
| 2021               | Poznań (Polonia)    | Medalla de bronce | K4 500 m        |
| 2021               | Poznań (Polonia)    | Medalla de bronce | K4 1000 m       |